# Munala
Munala är en ö i Finland. Den ligger i Bottenviken och i kommunen Kalajoki i den ekonomiska regionen  Ylivieska ekonomiska region i landskapet Norra Österbotten, i den nordvästra delen av landet. Ön ligger omkring 120 kilometer sydväst om Uleåborg och omkring 460 kilometer norr om Helsingfors.
Öns area är 0,3 hektar och dess största längd är 100 meter i sydöst-nordvästlig riktning. Runt Munala är det glesbefolkat, med 12 invånare per kvadratkilometer. Närmaste större samhälle är Kalajoki, 16,8 km öster om Munala.